# Miliza Iwanowna Prochorowa
Miliza Iwanowna Prochorowa (russisch Милица Ивановна Прохорова; * 1907 in der früheren Datschensiedlung Nowogirejewo im Östlichen Verwaltungsbezirk Moskaus; † 1959 in Moskau) war eine sowjetische Landschaftsarchitektin.

## Leben
Die Ingenieurstochter Prochorowa begann 1924 in Moskau das Studium in den Höheren Künstlerisch-Technischen Werkstätten, die 1927 das Höhere Künstlerisch-Technische Institut wurden. Das Studium insbesondere bei Konstantin Stepanowitsch Melnikow und Nikolai Alexandrowitsch Ladowski schloss sie 1928 ab. Sie war Mitglied der Architekten-Gruppe ASNOWA.
Nach dem Studium begann Prochorowa auf Einladung Melnikows 1928 in der Projektplanungswerkstatt beim Zentralen Maxim-Gorki-Park für Kultur und Erholung (ZPKiO) zu arbeiten. Unter der Leitung El Lissitzkys und dann Melnikows führte sie 1929–1932 Arbeiten für den ZPKiO durch zusammen mit Michail Petrowitsch Korschew und weiteren Architekten. Als Mitglied der ZPKiO-Brigade projektierte sie 1931 die weitere Gestaltung des ZPKiO. Sie arbeitete dann in der staatlichen Grünanlagenbaufirma Goselenstroi und ab 1935 in der Planungsabteilung des Mossowjets.
Prochorowa wurde auf dem Moskauer Wwedenskoje-Friedhof begraben.

## Projekte
- Park für Kultur und Erholung (PKiO) und Stadtgarten in Tscheljabinsk (1931 mit L. S. Saleskaja)
- PKiO in Minsk (1932 mit Saleskaja, Korschew und L. J. Rosenberg)
- Park in Woronesch (1933 mit Korschew)
- ZPKiO in Tula (1932–1950er Jahre)
- Planung für das Zentralstadion der UdSSR im Moskauer Stadtteil Ismailowo
- Generalplan für den Park auf den Moskauer Leninbergen (1935 mit W. I. Dolganow)
- Generalplan für den Ismailowo-Stalin-PKiO (1932–1948 mit Korschew)[1]
- Planung und Begrünung des Krasnopresnenja-PKiO in Moskau (1938)
- Generalplan für den Kuskowo-Park im Moskauer Stadtteil Weschnjaki (mit J. S. Grinewizki)
- Begrünung des Geländes der Moskauer Allrussischen Landwirtschaftsausstellung (1939 mit weiteren Architekten)[2]
- Begrünung des Moskauer Arbat-Platzes (1943)[1]
- Begrünung des Geländes der Lomonossow-Universität Moskau auf den Leninbergen (1950–1953 mit Korschew)[1]
- Begrünung des Platzes vor dem Moskauer Konservatorium mit dem Tschaikowski-Denkmal (1954)[1]
- Planung des Chlebnikow-Waldparks  am Kljasmin-Stausee (1957)
- Begrünung des Schwimmbads Moskwa (1958)